# M71 (astronomia)
M 71 (conosciuto anche come NGC 6838) è un ammasso globulare molto disperso e dalla natura controversa, visibile nella costellazione della Freccia.

## Osservazione

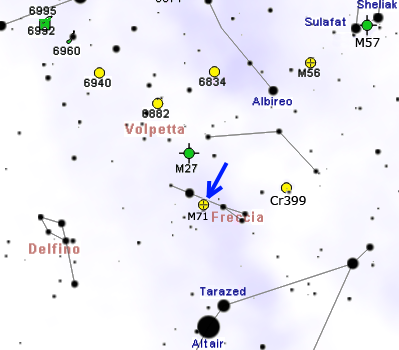
Mappa per individuare M71.

M71 è abbastanza facile da localizzare, trovandosi al centro della piccola ma caratteristica costellazione della Freccia, circa 2° ad est della stella δ Sagittae, l'astro centrale della costellazione; è a mala pena visibile con un binocolo 8x30 o 10x50, se la notte è buia e limpida. Per iniziare a risolverlo in stelle occorre un telescopio da 150-200mm e un buon ingrandimento, mentre è facile in un 300mm.
M71 può essere osservato con facilità da entrambi gli emisferi terrestri, grazie al fatto che la sua declinazione non è eccessivamente settentrionale; dalle regioni boreali è maggiormente osservabile e si presenta estremamente alto nel cielo nelle notti d'estate, mentre dall'emisfero australe resta sempre mediamente più basso, ad eccezione delle aree prossime all'equatore. È comunque visibile da tutte le aree abitate della Terra. Il periodo migliore per la sua osservazione nel cielo serale è quello compreso fra giugno e novembre.

## Storia delle osservazioni
M71 fu scoperto da Philippe Loys de Chéseaux nel 1746 e incluso da Charles Messier nel suo catalogo nel 1780; fu anche osservato da Koehler a Dresda intorno al 1775. William Herschel fu il primo a risolverlo in stelle: lo descrisse come un ammasso molto ricco di stelle e largo, le cui componenti sono comprese fra l'undicesima e la sedicesima magnitudine. Fu fotografato per la prima volta nel 1898 da Isaac Roberts dal suo osservatorio privato.

## Caratteristiche
M71 si trova ad una distanza di circa 13.000 anni luce dalla Terra ed ha un'estensione di soli 27 anni luce, molto pochi per un ammasso globulare. La irregolare stella variabile Z Sagittae fa parte di questo ammasso; contiene almeno sei giganti di tipo M e la sua luminosità totale è di 13.200 luminosità solari.
M71 fu a lungo ritenuto (fino al 1970) un ammasso aperto particolarmente concentrato. La sua elevata velocità radiale (-80 km/s) e le sue stelle più brillanti, che sono rosse, giocano decisamente a favore dell'appartenenza di M71 alla categoria degli ammassi globulari. Al contrario, il fatto che in esso non siano state scoperte variabili a corto periodo come le variabili RR Lyrae (che denota un'età giovane, sui 9–10 miliardi di anni) e il suo collocamento sul piano della Via Lattea sono punti a favore della classificazione come ammasso aperto. Le fonti più recenti concordano nell'attribuire ad M71 la qualifica di ammasso globulare, sebbene molto poco concentrato come M68 nell'Idra.

### Libri
- (EN) Stephen James O'Meara, Deep Sky Companions: The Messier Objects, Cambridge University Press, 1998, ISBN 0-521-55332-6.

### Carte celesti
- Toshimi Taki, Taki's 8.5 Magnitude Star Atlas, su geocities.jp, 2005. URL consultato il 7 novembre 2010 (archiviato dall'url originale il 5 novembre 2018). - Atlante celeste liberamente scaricabile in formato PDF.
- Tirion, Rappaport, Lovi, Uranometria 2000.0 - Volume I - The Northern Hemisphere to -6°, Richmond, Virginia, USA, Willmann-Bell, inc., 1987, ISBN 0-943396-14-X.
- Tirion, Sinnott, Sky Atlas 2000.0 - Second Edition, Cambridge, USA, Cambridge University Press, 1998, ISBN 0-933346-90-5.
- Tirion, The Cambridge Star Atlas 2000.0, 3ª ed., Cambridge, USA, Cambridge University Press, 2001, ISBN 0-521-80084-6.